# Матјашовце
Матјашовце (слч. Matiašovce) насељено је мјесто са административним статусом сеоске општине (слч. obec) у округу Кежмарок, у Прешовском крају, Словачка Република.

## Становништво
| Година:    | 1994. | 2004.   | 2014.   | 2024.   |
| ---------- | ----- | ------- | ------- | ------- |
| Број људи: | 747   | 781     | 789     | 851     |
| Разлика:   |       | +4,55 % | +1,02 % | +7,85 % |

| Година:    | 2023. | 2024.   |
| ---------- | ----- | ------- |
| Број људи: | 832   | 851     |
| Разлика:   |       | +2,28 % |

Према подацима о броју становника из 2011. године насеље је имало 798 становника.